# Лопес де Вильялобос, Руи
Руй Ло́пес де Вильяло́бос (исп. Ruy López de Villalobos; 1500, Малага — 1546) — испанский дворянин, исследователь Филиппинских островов. Кроме этого, он устанавливал торговые отношения между Америкой и Испанией. Во время его экспедиции и было дано Филиппинам название в честь принца Филиппа, впоследствии ставшего королём Испании.

## Предпосылки испанских экспедиций
Открытия конца XV и начала XVI века, а также политико-экономические интересы Испании и Португалии, толкали монархов на продолжение мировой экспансии, на исследования, завоевание и эксплуатацию новых территорий. В 1493 году папой римским Александром VI была издана булла, по которому все земли, открытые, или те, что будут открыты, делились между Испанией и Португалией. Позже, в 1494 году это было закреплено Тордесильясским договорм. То, что располагалось к востоку от линии раздела, отдавалось португальцам, то, что к западу — испанцам. Чуть позже Магеллан доказал, что земля шарообразна.
Тордесильясский договор был заключен в момент всеобщего убеждения, что она — плоская, поэтому был заключен новый договор, в Сарагосе в 1529 году. Но если в западном полушарии линия раздела была четко определена, то в районе Малайского архипелага вопрос оставался спорным. Зона португальского влияния заканчивалась Молуккскими островами. Филиппины же были открыты испанцами, Магеллан первым окрестил их, как «Западные острова», позже они назывались архипелагом Святого Лазаря, и только потом названы были Филиппинами. Чтобы установить точные границы зон влияния двух держав, исследовать архипелаг, освоить его и оградить от притязаний португальцев, был послан с экспедицией в 1541 году Лопес де Вильялобос.

## Экспедиции 1542—1543 годов
В 1541 году Вильялобосу было поручено возглавить экспедицию в «Восточные Индии» приказом первого вице-короля Новой Испании (Мексики и соседних территорий), с целью установления новых коммерческих связей. Четыре его корабля вышли в 1542 году из мексиканского порта Барра де Навидад.
В 1542 году, во время исследований Тихого океана, Вильялобос повторно открывает остров Невинных (Inocentes) в архипелаге Ревилья-Хихедо, и переименовывает его в Безоблачный (Anublada). Сегодня он известен как Сан-Бенедикто. В 1543 году эскадра Вильялобоса высаживается на острове Лусон, на Филиппинах. Здесь испанцы основали несколько поселений, изучили острова Самар и Лейте, дали всему архипелагу его нынешнее название — Филиппины. Но ввиду того, что одно судно потерпело крушение, кончилась провизия, и местные жители были настроены недоброжелательно к пришельцам, испанцы покинули архипелаг и прекратили исследования. Они искали убежища на Молуккских островах. Там, на острове Амбон, Руй Лопес де Вильялобос скончался. Его останки были перевезены в Новую Испанию.